# Heino Friedrich von Below
Heino Friedrich von Below, auch Heinrich Friedrich von Below, (* 17. August 1681; † 29. Juni 1750) war ein preußischer Landrat. Er stand bis 1749 dem Kreis Schlawe-Pollnow in Hinterpommern vor.

## Leben
Er stammte aus der uradligen pommerschen Familie von Below. Sein Vater Eccard von Below (* 1638; † 1689) war Landrat und Landvogt im Kreis Stolp. Seine Mutter Sophie Elisabeth war eine geborene von Wobeser. Sein Bruder Gerd Heinrich von Below wurde Präsident des Hofgerichts Stardard. 
Heino Friedrich von Below studierte ab 1702 an der Universität Frankfurt (Oder). 
Er wurde Landrat des Kreises Schlawe-Pollnow. Nach dem Tod seines Bruders, des Hofgerichtspräsidenten Gerd Heinrich von Below, erbte er 1743 die Güter Peest und Palow, genau gesagt Peest (b) und Palow (a). Anfang 1749 wurde er seines Amtes enthoben („kassiert“), weil er Gelder einbehalten hatte. Im Amt folgte ihm Franz Christian von Glasenapp. 
Er war mit Charlotte Louise von Wobeser verheiratet. Aus der Ehe gingen zwei Söhne hervor: Gerd Bogislav von Below (* 1726; † 1786), der in der preußischen Armee bis zum Obersten aufstieg, und Hans Ludwig von Below (* 1734; † 1785).